# Paulo Moura
Paulo Moura (São José do Rio Preto, 15 juli 1932 - Rio de Janeiro, 12 juli 2010) was een Braziliaans klarinettist en saxofonist.
Hij begon te spelen op zijn elfde en studeerde aan de Nationale Muziekschool in Rio de Janeiro. Nadien speelde Moura onder meer met Elis Regina, Tom Jobim en Sérgio Mendes en trad hij op met het Braziliaans Symfonisch Orkest. Hij was de eerste zwarte artiest die het bracht tot eerste klarinettist bij het "Gemeentelijk Theaterorkest". In 1962 speelde hij op de Bossa Nova-avond in Carnegie Hall samen met Sérgio Mendes. Beiden waren ook te horen op het album Cannonball's Bossa Nova van Julian Cannonball Adderley uit 1962. In 1992 won hij de Sharp-prijs van populairste instrumentalist en in het jaar 2000 werd Moura de eerste Braziliaanse instrumentalist die een Latin Grammy Award won.
Paulo Moura overleed in juli 2010 aan maligne lymfoom.

## Discografie
- Moto Perpétuo. Chantecler, 1956.
- Sweet Sax. RCA Victor, 1957.
- Escolha e Dance com Paulo Moura. Sinter Discos, 1959.
- Paulo Moura Interpreta Radamés Gnatalli. Continental, 1960.
- Tangos e Boleros. Chantecler, 1962.
- Cannonball's Bossa Nova (1962) met Julian Cannonball Adderley
- Paulo Moura e Quarteto. Equipe, 1968.
- Paulo Moura e Hecteto: Mensagem. Equipe, 1969.
- Paulo Moura e Hecteto: Fibra. Equipe, 1970.
- Pilantocracia. Equipe, 1971.
- Confusão Urbana, Suburbana e Rural. RCA Victor, 1976.
- Concertão. Kuarup, 1981.
- Paulo Moura e Clara Sverner. Odeon, 1983.
- Mistura e Manda. Kuarup, 1984.
- Paulo Moura e Clara Sverner: Vou Vivendo. Kuarup, 1986.
- Paulo Moura e Clara Sverner: Vou Vivendo. Odeon, 1986.
- Gafiera Etc e Tal. Kuarup, 1986.
- Paulo Moura e Clara Sverner Interpretam Pixinguinha. CBS, 1988.
- Quarteto Negro: Paulo Moura, Jorge Degas, Zezé Mota e Djalma Corrêa. Kuarup, 1988.
- Paulo Moura Interpreta Dorival Caymmi. Chorus, 1991.
- Rio Nocturne. Messidor, 1992.
- Dois Irmãos: Paulo Moura e Raphael Rabello. Milestone Records, 1992.
- Paulo Moura e Wagner Tiso. Tom Brasil, 1996.
- Paulo Moura e Os Batutas. Rob Digital, 1997.
- Mood Ingenuo: Paulo Moura and Cliff Korman duo. Jazzheads, 1999.
- Paulo Moura visita Jobim e Gershwin. Pau Brasil, 2000.
- K-Ximblues. Rob Digital, 2002.
- Estação Leopoldina. MecBR, 2003.
- El Negro del blanco. Biscoito Fino, 2004.